# Jack Livesey
Jack Livesey (11. června 1901 – 12. října 1961) byl britský herec. Jeho otcem byl herec Sam Livesey a jeho bratři Barry Livesey a Roger Livesey byli rovněž herci. Svou kariéru zahájil v roce 1918 a herectví se věnoval až do konce svého života. Hrál například ve filmech The Passing of the Third Floor Back (1935), Old Bones of the River (1938), Paul Temple's Triumph (1950) nebo Kouzlo norkové kožešiny (1962).